# التقسيم الإداري في جزر المالديف
إداريا، تنقسم جزر المالديف إلى عشرين قسما إداريا تسمى آتولات (އަތޮޅުތައް اَتُوْلُتَهْ)، زيادة على العاصمة ماليه.